# مايك ووكر (لاعب كرة قاعدة)
مايك ووكر (بالإنجليزية: Mike Walker)‏ هو لاعب كرة قاعدة أمريكي، ولد في 23 يونيو 1965 في هيوستن في الولايات المتحدة.

## وصلات خارجية
- مايك ووكر على موقعبيزبول رفرنس.كوم (الدوري الرئيسي) (الإنجليزية)
- مايك ووكر على موقعبيزبول رفرنس.كوم (الدوري الثانوي) (الإنجليزية)